# Стърлинг Хайтс (Мичиган)
Стърлинг Хайтс (на английски: Sterling Heights) е град в щата Мичиган, САЩ. Населението на Стърлинг Хайтс е 124 471, което го прави 4-тия по брой жители в щата Мичиган. Стърлинг Хайтс е с обща площ от 95,10 км² (36,7 мили²). Получава статут на град през 1968 г.